# Осока Галлера
Осо́ка Га́ллера, или Осо́ка Га́ллеровская (лат. Carex halleriana) — многолетнее травянистое растение вид рода Осока (Carex) семейства Осоковые (Cyperaceae).

## Ботаническое описание

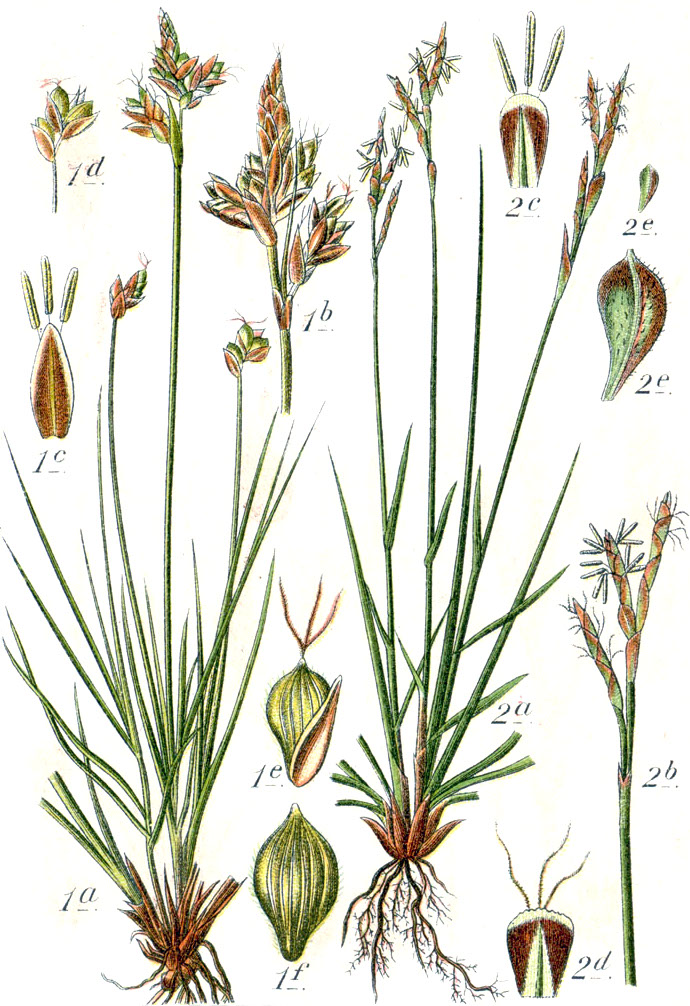
2 — Carex gynobasis (Syn. Carex halleriana)

Серовато-зелёное растение с толстым ветвистым корневищем, образующем густые дерновины. Репродуктивные побеги центральные.
Стебли трёхгранные, тонкие, изгибающиеся, наверху шероховатые, 10—40 см высотой.
Листья жестковатые, возможно с краями, сильно завёрнутыми на низ, 1,5—3 мм шириной, тонко заострённые, короче стебля; нижние влагалища каштаново-бурые, сетчато-расщепляющиеся.
Верхний колосок тычиночный, ланцетный или продолговатый, притуплённый, 1—1,5 см длиной, с обратнояйцевидными, притуплёнными, буроватыми, бело-перепончатыми чешуями; остальные два — пять — пестичные, часто наверху с тычиночными цветками, малоцветковые, довольно густые, яйцевидные или шаровидные, 0,8—1,5 см длиной, верхние почти сидячие или на коротких ножках, нижние (один — два) сидят у основания стебля на длинных, в 5—10 см длиной шероховатых нитевидных ножках. Чешуи пестичных колосков продолговато-яёцевидные, островатые, кашатново-бурые, посредине с тремя жилками и зелёные, по краю бело-перепончатые, несколько короче мешочков. Мешочки продолговато-обратнояйцевидные, в поперечном сечении трёхгранные, с клиновидным оттянутым основанием, тонкокожистые, 5—5,5 мм длиной, с многочисленными ребристыми жилками, серовато-зелёные, опушённые, с коротким, прямым, коническим, косо срезанным, неглубоко-выемчатым носиком. Рылец три, столбик прямой. Кроющий лист нижнего из верхних колосоков чешуевидный, с коротким (2—4 мм) влагалищем и пластинкой короче соцветия.
Плод на карпофоре 0,2—0,3 мм длиной. Плодоносит в апреле — мае.
Число хромосом 2n=50, 54.
Вид описан из северо-восточной Испании.

## Распространение
Центральная (юг) и Южная Европа; Украина: Крым; Кавказ: окрестности Ставрополя, Большой Кавказ (редко), окрестности Новороссийска, Центральное (редко), Восточное и Южное (юг) Закавказье; Западная Азия: Турция, Северный Иран, Пакистан; Северная Африка: северо-запад.
Растёт в светлых широколиственных горных лесах, кустарниках и на открытых сухих каменистых склонах.

## Значение и применение
Хорошо поедается северным оленем (Rangifer tarandus). В молодом состоянии один из любимых весенних кормов оленя.